# Galbiate
Galbiate (lombardul: Galbiaa) település Olaszországban, Lombardia régióban, Lecco megyében. Lakosainak száma 8422 fő (2023. január 1.). Galbiate Civate, Colle Brianza, Garlate, Malgrate, Oggiono, Pescate, Valgreghentino, Annone di Brianza, Ello, Lecco, Olginate és Valmadrera községekkel határos.

## Népesség
A település lakossága az elmúlt években az alábbi módon változott:
| Lakosok száma | 8548 | 8545 | 8422 |
|               | 2017 | 2018 | 2023 |